# Horizon : Une saga américaine, chapitre 2
Pour les articles homonymes, voir Horizon.
Série Horizon
Chapitre 1
(2024) Chapitre 3
Pour plus de détails, voir Fiche technique et Distribution.
Horizon : Une saga américaine, chapitre 2 (Horizon: An American Saga – Chapter 2) est un western américain réalisé par Kevin Costner et sorti en 2024. Il fait suite au chapitre 1. Le projet est prévu en 4 films pour une durée totale de près de 10 heures.
Le premier chapitre est présenté le 19 mai 2024 au festival de Cannes, alors que cette seconde partie devait sortir le 16 août 2024, avant que cette date de sortie soit ajournée.
La décision a été prise à la fin de la première semaine d’exploitation en salle du premier volet, jugée pas assez bon pour tenter une sortie de la suite seulement six semaines après. Aucune nouvelle date n’est donnée, afin de permettre au premier film de pendre le temps de trouver son public par la vidéo à la demande.
Le tournage du chapitre 3 devait lui débuter courant 2024.
La 2e partie est présentée hors compétition à la Mostra de Venise 2024. Elle n'a pas encore de date de sortie en salles[Où ?].

## Synopsis
Sur les quinze années que recouvre l'histoire racontée par le film, une date importante apparaît au milieu : 1888, 23 ans après la fin de la guerre de Sécession.

## Fiche technique
Sauf indication contraire, les informations mentionnées dans cette section peuvent être confirmées par la base de données cinématographiques IMDb,  présente dans la section « Liens externes ».
- Titre français : Horizon : Une saga américaine, chapitre 2
- Titre original : Horizon: An American Saga – Chapter 2
- Réalisation : Kevin Costner
- Scénario : Kevin Costner et Jon S. Baird, d'après une histoire de Kevin Costner, Jon S. Baird et Mark Kasdan (en)
- Direction artistique : Billy W. Ray
- Décors : Derek R. Hill
- Montage : Miklos Wright
- Photographie : J. Michael Muro
- Production : Kevin Costner

Production déléguée : Mark DeBevoise, Charlie Lyons et Danny Peykoff
- Sociétés de production : New Line Cinema et Territory Pictures
- Sociétés de distribution : Warner Bros. (Etats-Unis) Metropolitan Filmexport (France), K5 International (international)
- Pays de production :  États-Unis
- Langue originale : anglais
- Format : couleur
- Genre : western, drame
- Durée : 190 minutes
- Dates de sortie :
  - Italie : 7 septembre 2024 (Mostra de Venise 2024)
  - États-Unis : 7 février 2025 (Santa Barbara International Film Festival)
  - France : 2025 Date sujette à modification

## Distribution
- Kevin Costner : Hayes Ellison
- Sienna Miller : Frances Kittredge
- Sam Worthington : First lieutenant Trent Gephardt
- Giovanni Ribisi : Roland Bailey
- Luke Wilson : Matthew Van Weyden
- Ella Hunt : Juliette Chesney
- Will Patton : Owen Kittredge
- Isabelle Fuhrman : Diamond Kittredge
- Thomas Haden Church
- Kathleen Quinlan : Annie Pine
- Glynn Turman
- David O'Hara
- Douglas Smith
- Tom Payne : Hugh Proctor
- Reed Birney : Henry Bennett
- Alejandro Edda
- Jim Lau : M. Hong

## Production
Le tournage du premier chapitre débute le 29 août 2022 dans le sud de l'Utah et se déroule jusqu'en novembre,.
Plusieurs acteurs rejoignent la distribution de cette 2e partie : Glynn Turman, Kathleen Quinlan ou encore Giovanni Ribisi. Certains acteurs du premier film, dont Kevin Costner, Sienna Miller, Sam Worthington, Ella Hunt, Will Patton, Luke Wilson, Isabelle Fuhrman et Thomas Haden Church, sont de retour. Kevin Costner retrouve par ailleurs le directeur de la photographie J. Michael Muro, du chef décorateur Derek R. Hill, du monteur Miklos Wright ainsi que la costumière Lisa Lovaas.
Le tournage du chapitre 2 débute en mai 2023 et s'achève durant l'été.

## Sortie
Le film devait initialement sortir le 16 août 2024 aux États-Unis et le 11 septembre 2024 en France, mais à cause de l’échec commercial du premier film, la sortie du deuxième film est repoussée. Il est finalement présenté le 7 septembre 2024, hors compétition, à la Mostra de Venise 2024.

## Affaire judiciaire
Le 27 mai 2025, la cascadeuse Devyn LaBella porte plainte contre Kevin Costner et les sociétés de production pour harcèlement sexuel et rupture de contrat. Le 2 mai 2023, d'après la cascadeuse engagée comme doublure de l’actrice Ella Hunt, Kevin Costner n'aurait pas respecté les règles du protocole mis en place par le syndicat Sag-Aftra concernant le tournage de scènes intimes. Devyn LaBella déclare avoir été contrainte de tourner une scène de viol simulé qui n'était pas prévue après le refus de Ella Hunt,.

## Distinction

### Sélection
- Mostra de Venise 2024 : sélection hors compétition

## Suite
En juin 2022, Kevin Costner évoque son intention de faire Horizon en quatre films avec un tournage simultané. Les films seront finalement tournés séparément.
En mai 2024, des castings sont lancés pour trouver des figurants pour le tournage du chapitre 3, qui débute peu après Saint George dans l'Utah, La production est interrompue par les grèves des acteurs et des scénaristes. Kevin Costner explique que le tournage devait initialement débuter en avril 2024, avant d'être décalé d'un mois pour trouver davantage de financements.